# ویرجینیا چریل
ویرجینیا چریل (انگلیسی: Virginia Cherrill; ۱۲ آوریل ۱۹۰۸ – ۱۴ نوامبر ۱۹۹۶) هنرپیشه اهل ایالات متحده آمریکا بود.
از فیلم‌هایی که وی در آن نقش داشته‌است، می‌توان به روشنایی‌های شهر اشاره کرد.